# 아마도 보우도우
아마도 보우도우(Amado Boudou, 1963년 9월 19일 ~ )는 아르헨티나의 정치인이다. 2011년 12월 10일부터 4년간 아르헨티나의 부통령을 역임하였다. 아르헨티나 기업인 출신으로, 2009년부터 크리스티나 페르난데스 1기 정부의 경제부장관을 맡았다. 2011년 아르헨티나 대선에서 크리스티나 페르난데스의 러닝 메이트로 출마하여 당선됐다.

## 어린 시절
1963년 9월 19일 마르 델 플라타에서 태어났다. 프랑스 혈통을 갖고 있다. 마르 델 플라타 국립대학 경제학과에 입학, 1986년에 졸업했다. 자유시장경제와 신자유주의 민영화 정책에 이론적 근거를 제공한 아르헨티나 거시경제연구센터대학(CEMA)의 교수로도 활동했다.

## 역대 선거 결과
| 선거명      | 직책명              | 대수 | 정당   | 득표율 | 득표수       | 결과 | 당락 |
| ----------- | ------------------- | ---- | ------ | ------ | ------------ | ---- | ---- |
| 2011년 선거 | 아르헨티나의 부통령 | 35대 | 정의당 | 54.11% | 11,865,055표 | 1위  |      |